# Saccoglossum verrucosum
Saccoglossum verrucosum är en orkidéart som beskrevs av Louis Otho Otto Williams. Saccoglossum verrucosum ingår i släktet Saccoglossum och familjen orkidéer. Inga underarter finns listade i Catalogue of Life.